# Ringo (Ballade)

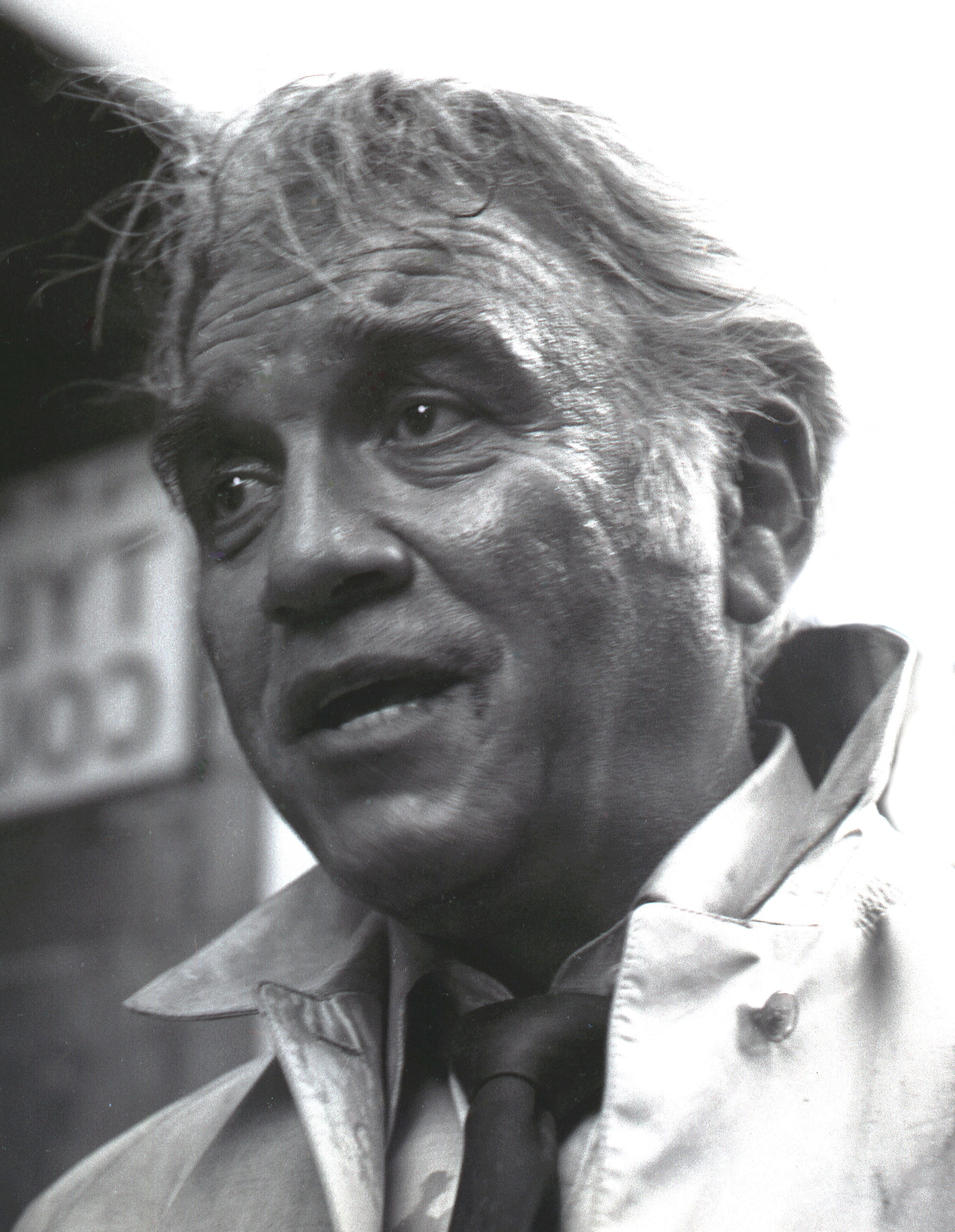
Lorne Greene (1969)

Ringo ist der Titel einer Western-Ballade, die der kanadische Schauspieler und Sänger Lorne Greene Anfang 1964 in den Vereinigten Staaten zunächst auf der Langspielplatte Welcome to the Ponderosa, im Herbst des Jahres auch auf einer Single-Auskoppelung – diese mit der B-Seite Bonanza – auf dem RCA-Victor-Label veröffentlichte. Text und Musik stammen von Don Robertson und Hal Blair. Die Single erreichte in den USA und in Kanada Platz eins der Hitparade.
Inhaltlich befasst sich der Song mit einem klassischen, klischeehaften Thema des Wildwest-Genres, dem kontrastierenden Aufeinandertreffen des Guten und des Bösen, hier personifiziert in der Gestalt eines namenlosen Sheriffs und eines berüchtigten Revolverhelden namens Ringo. Dabei stellt sich am Ende allerdings heraus, dass der Böse nicht ausschließlich böse ist.

## Entstehungsgeschichte
Lorne Greene hatte auf Drängen seiner Mutter fünf Jahre lang Geigenunterricht genommen, dies nach einem Unfall beim Baseballspiel als 15-Jähriger aber aufgeben müssen – durchaus zu seiner Freude, denn er hatte von Anfang an das Gefühl, Musik sei nichts für ihn. Nach dem Zweiten Weltkrieg begann seine Karriere als Film- und Bühnenschauspieler, und ab September 1959 spielte er den Ben Cartwright in der bei NBC ausgestrahlten Fernsehserie Bonanza. Diese entwickelte sich erst nach mehrjähriger Anlaufzeit zu einem Publikumserfolg, und zum Weihnachtsgeschäft 1963 veröffentlichte RCA Victor, zu dessen Konzernmutter auch NBC gehörte, eine Platte mit Liedern von den Mitgliedern der Cartwright-Familie (Young At Heart). Greene stellte dazu fest, sie sei „nicht sonderlich gut [gewesen], aber sie verkaufte sich ganz ordentlich“. Daraufhin erhielt er von RCA einen Schallplattenvertrag, und die LP Welcome  to the Ponderosa, wiederum vom Bonanza-Cast gesungen, wurde produziert. Dazu hatte der Produzent Greene ein erst im Vorjahr von Don Robertson und Hal Blair verfasstes Gedicht vorgelegt, über das dieser im Rückblick erinnerte „Nach der vierten Strophe lief mir eine Gänsehaut über den Rücken. Ich wusste, dass das ein großer Erfolg werden könnte.“ Er nahm den Titel für das Album auf, und später im Jahr 1964 erhielt er einen Anruf seiner Plattenfirma, dass sie von Ringo eine Single pressen müsse, nachdem ein Radio-DJ im texanischen Lubbock die Ballade wiederholt aufgelegt und dadurch bekannt gemacht habe. Die ersten 1.200 Exemplare sollen dort binnen 24 Stunden ausverkauft gewesen sein.
1964 wies die Fernsehserie Bonanza zum ersten Mal die höchsten Einschaltquoten aller vergleichbaren Produktionen in den USA auf; dies kann allerdings kaum dem Verkaufserfolg der Single geschuldet gewesen sein, weil diese erst ganz spät im Jahr erschien. In der Folge veröffentlichte Lorne Greene noch sieben weitere LPs bei RCA Victor, aber ein auch nur annähernd gleich großer Hit war ihm damit nicht mehr vergönnt.

## Die Ballade

### Text und Handlung
Nur die LP-Fassung enthält einen von Greene gesprochenen, nicht instrumental hinterlegten, zwanzig Sekunden langen Vortext, der allgemein in das Thema des Songs (the outlaws, the gunslingers, the Billy the Kids and worse [und Schlimmere]) einführt.
Die anschließende, 3:10 Minuten lange Ballade stellt die Entwicklung der Beziehung des Erzählers zu einem berüchtigten Revolverhelden und Gesetzesbrecher in der Zeit des Wilden Westens dar. Greene hat später davon gesprochen, dass er dabei an Johnny Ringo gedacht habe; allerdings passt dessen Biographie nicht zu der im Lied erzählten Geschichte.
Diese steigt sofort in medias res ein. Der Ich-Erzähler stößt bei einem Ausritt zufällig auf den im Sand liegenden Ringo, der eine Schusswunde im Rücken hat und noch im Todeskampf seinen Sechsschüsser krampfhaft festhält (He lay face down in the desert sand, clutching his six-gun in his hand). Er schneidet die tief eingedrungene Kugel (under his heart was an ounce of lead) mit seinem Messer heraus und rettet ihm so das Leben. Auch an den folgenden Tagen kümmert er sich um den zusehends genesenden Mann, der in dieser Zeit mit seinem Colt von morgens bis abends ausdauernd Schießübungen unternimmt. Seinem Retter wird dabei schnell bewusst – mehr mit Erstaunen (I watched in awe) als mit Erschrecken –, dass kein anderer Mensch in der Lage ist, seine Waffe so blitzartig zu ziehen wie Ringo (no human being could match the draw of Ringo).
Anschließend trennen sich die beiden wieder; sie reiten in entgegengesetzte Richtungen (Ringo nach Westen, sein Retter nach Osten), und auch ihr weiteres Leben nimmt einen diametral gegensätzlichen Verlauf. Ringo wird bald danach zu einem gefürchteten Revolverhelden, der sich „mit Blei und Blut einen Namen macht“ (… he spread terror near and far. With lead and blood he gained such fame, all through the West they feared the name of Ringo), sein Widerpart hingegen wird ein gesetzestreuer Sheriff (I took to law and wore a star), der bereits da ahnt, dass sie sich eines Tages wiedertreffen werden, wo sich erweisen müsse, wer von ihnen der Bessere sei.
Viele Jahre später erfährt er eines Tages, dass Ringo sich in einem Haus der Stadt aufhält, in der er sein Amt ausübt; er lässt seine Hilfssheriffs auf der Straße zurück und betritt das Gebäude alleine. Als er drinnen seinen Revolver ziehen will – und er gilt als exzellenter Schütze (They said my speed was next to none … my lightning draw had just begun) –, schießt Ringo ihm, noch ehe er seine Waffe vollständig gezogen hat, diese aus der Hand. Der Sheriff blickt in den Lauf von dessen „tödlicher .44er“ – aber „dies war das einzige Mal, dass jemand [Ringo] hat lächeln sehen“ (They say that was the only time that anyone had seen him smile). Vielmehr senkt Ringo seinen Revolver, sagt „Wir sind quitt, mein Freund“, wendet sich zur Tür und tritt hinaus. Einen Augenblick später ist er, getroffen von Geschossen aus einem Dutzend Gewehren, tot. Die Bewohner der Stadt jubeln und feiern; im Land macht die Geschichte die Runde, es sei der Sheriff selbst gewesen, der schneller gezogen habe. Dass der sein Amt bald darauf niederlegt, erklärt sich die Öffentlichkeit alleine mit seinem fortgeschrittenen Alter. Allerdings hat niemand von ihnen eine Begründung dafür, weshalb an Ringos Grab ein verwitterter Sheriff- oder Marshalstern hängt (But on his grave they can’t explain the tarnished star above the name of Ringo).
Damit endet eine anfangs sehr klischeehafte Beschreibung des Wilden Westens, die mit Schwarz-Weiß-Bildern vom Guten und vom Bösen arbeitet und in ein klassisches Duell in High-Noon-Manier mündet. Am Ende gibt sie aber einer differenzierteren Sichtweise Raum, indem der Erzähler das Verhalten des Revolverhelden bei ihrem Showdown als fair charakterisiert (So at last I understood that there was still a spark of good in Ringo) und den Toten deshalb mit seinem Stern ehrt. In Ringo verbindet sich der „gute“ Outlaw mit dem Alter Ego des „bösen“ Westernhelden, ein Motiv, das auch in etlichen Western-Filmen Verwendung gefunden hat.
Der Text besteht aus acht Strophen à sechs Verszeilen, die durchgehend im Paarreim gehalten sind – außer dass am Ende jeder Strophe zusätzlich der Name Ringo erwähnt wird. Nur dieser Abschluss wird von einem Männerchor tatsächlich gesungen, während es sich bei dem Rest des Textes um einen reinen Sprechgesang handelt, von Lorne Greene mit seinem tiefen, kräftigen Bariton vorgetragen, der aus der Fernsehserie Bonanza Millionen von Zuhörern in der englischsprachigen Welt vertraut war. Einen vollständigen Refrain weist die Ballade nicht auf.

### Musik und Instrumentierung
Dem Textvortrag ist eine musikalische Begleitung unterlegt, die den klanglichen Eindruck einer Gruppe galoppierender Pferde oder einer vorwärtstreibenden Dampflokomotive vermittelt. Der Vortrag des zweifach pro Strophe gesungenen Namens Ringo wird in einer Plattenbesprechung als „gedämpfter und ehrfürchtiger Hintergrundgesang“ bezeichnet. Nach jeder zweiten Strophe rückt die Gitarrenbegleitung mit dem zweiten „Ringo“ um einen Halbton nach oben. Die Instrumentierung ist sehr spärlich, besteht über drei Viertel des Songs ausschließlich aus Gitarre und Bongo in vollkommen gleichbleibender Tonhöhe, ergänzt von einem je Takt einzeln angeschlagenen Ton auf einem Glockenspiel. Die Studiomusiker waren Tommy Tedesco und Hal Blair.
Erst im letzten Teil der Ballade wird von diesem monotonen Arrangement abgewichen. In den ersten drei Verszeilen der siebten Strophe – als Ringo vor die Tür tritt und dort niedergeschossen wird – unterlegt der Chorgesang die Erzählung mit wortlosen Lauten, in sich steigernder Tonhöhe und dadurch auf eine Weise, die die Dramatik der Handlung unterstreicht. Anschließend wechselt der zuvor treibende, Greenes Erzählung unterlegte Rhythmus zu einer ruhigeren und gedeckten Instrumentalbegleitung, womit die Trauer deutlich wird, die der Ich-Erzähler empfindet. Diese Anmutung setzt sich in der letzten Strophe fort, wo sie zudem durch das getragene, nahezu sakrale Spiel einer Posaune unterstrichen wird. Erst bei dem letzten, vom Chor diesmal vierfach gesungenen Wort Ringo kehrt die instrumentale Untermalung zu dem anfänglich verwendeten Muster mit Gitarre und Schlaginstrument zurück.

## Charterfolge und Beliebtheit
In den USA kam Ringo als Single-Auskopplung des Albums Welcome to the Ponderosa am 31. Oktober 1964 auf den Markt. Bis Ende November 1964 erreichte der Song die Top-5 der Billboard Hot-100, löste darin in der ersten Dezemberwoche Leader of the Pack von den Shangri-Las auf Platz eins ab und stand noch bis zum Jahresende unter den meistverkauften fünf Plattentiteln – gegen starke Konkurrenten wie Come a Little Bit Closer (Jay & The Americans), Baby Love und Come See About Me von den Supremes, She’s Not There von den Zombies, Bobby Vintons Mr. Lonely, das Ringo an der Spitze der Charts ablöste, sowie I Feel Fine von den Beatles. Auch die Langspielplatte Welcome to the Ponderosa, aus der die Single ausgekoppelt worden war, verkaufte sich gut und erreichte in den Vereinigten Staaten 1964 einen 35. Platz in den LP-Charts. In den Country Charts erreichte die Single, die dort am 5. Dezember 1964 erstmals notiert wurde, lediglich Platz 21 und hielt sich 9 Wochen darin. Ebenso schoss Ringo in Kanada an die Spitze der Charts. Für den dortigen Markt mit seinem französischsprachigen Bevölkerungsanteil hatte Lorne Greene auch eine Fassung auf Französisch aufgenommen, die auf der B-Seite den Titel Du sable („Sand“) enthielt. In Großbritannien stand Greenes Ballade gleichfalls ab Dezember 1964 und dann für acht Wochen in den Charts; dort war ihre höchste Position Platz 22. In den Niederlanden war die Single ab Januar 1965 in den Top-40 vertreten, erreichte dort als beste Platzierung Rang 20.
Bei Spotify weist Ringo mit 707.000 Aufrufen die mit Abstand höchste Popularität aller Greene-Songs auf, gefolgt von Bonanza (234.000) und Five Card Stud mit weniger als 76.000 (Stand: Mai 2019).

## Coverversionen
Trotz des Erfolgs der Platte blieb die Zahl von Coverversionen überschaubar. Zu den bekannteren Interpreten gehören The Sons of the Pioneers, die bereits 1965 Ringo in einer allerdings vollständig gesungenen Version auf den Markt brachten. 2003 erschien ein weiteres Remake durch die Band Riders in the Sky, die die Ballade gleichfalls nicht als Sprechgesang, sondern in Gesangsform interpretierte.
In der Bundesrepublik erschien außer Greenes englischsprachiger Fassung auch eine von dem ehemaligen Radio-Luxemburg-Moderator Waldemar Müller unter dem Künstlernamen Ferdy intonierte, von seiner Kollegin Elisabeth Bertram („Lilibert“) übersetzte und bei Columbia veröffentlichte Version auf Deutsch.  Auf Italienisch ist das Lied auf Adriano Celentanos 1966 erschienenem Album Il ragazzo della via Gluck enthalten.
Das Greenesche Original diente zudem einer Reihe von Parodien als Grundlage, wobei in der Regel der Titel Ringo verballhornt und der Inhalt an das dadurch veränderte Handlungsumfeld angepasst worden war. Dieses Parodieren von Lorne Greenes Song begann noch in dessen Erscheinungsjahr (1964) unter dem Titel Gringo von El Clod sowie als Ingvold von Jimmy Jenson, genannt „Der swingende Schwede“. 1966 kam Frank Gallop mit The Ballad of Irving hinzu, 1987 André van Duin (Bingo) und im Jahr 2005 Shlomo von Country Jossi.

## Kritiken
Ungeachtet seines großen kommerziellen Erfolges ist dieser „vollständige Wildwestfilm in etwas mehr als drei Minuten“ von Musikkritikern nur selten positiv rezensiert worden. Denkbar wäre, dass die Ursache dafür in der Tatsache begründet ist, dass es sich eher um eine minimal vertonte Ballade als um ein Lied handelt, was Frank Laufenberg mit den lakonischen Worten „Als Plattenstar hat Lorne einen Hit gesprochen“ ausdrückt.
 Brian Boone fragte sich 2011, weshalb „eine Sprechgesang-Aufnahme, gesungen von einem alternden, uncharismatischen Charakterschauspieler, ein solcher Bombenerfolg werden“ konnte, und er gab sich selbst die – möglicherweise nicht ganz ernst gemeinte – Antwort „Vielleicht hatte es etwas damit zu tun, dass es während der Beatlemania [genügte], wenn der Name eines Beatles im Songtitel vorkam.“ Schärfere Kritik äußert eine weitere Plattenbesprechung aus demselben Jahr, nach der Greenes „trockene Nachrichtensprecher-Erzählung … in jeder Hinsicht eine Geldmacheraufnahme“ sei, die ihren „Platz als Charttopper nicht wirklich verdient“ habe. Vielmehr sei Ringo dem 1961 veröffentlichten, thematisch und von der Anlage her ähnlichen Song Big Bad John von Jimmy Dean „nachgeäfft“, ohne dessen Qualität zu erreichen.
Der Text der Ballade stößt allerdings durchaus auch auf Lob; so kennzeichnet David D. Johnson ihn in einem Buch über Johnny Ringo mit den Worten „Die Verse sind ergreifend und schön“ (haunting and beautiful).